# Unsane (film)
Unsane è un film del 2018 diretto da Steven Soderbergh, con protagonista Claire Foy.

## Trama
Sawyer Valentini è una giovane donna in carriera che lascia Boston per fuggire dalla minaccia oppressiva di David Strine, uno stalker che la perseguita. Per questo Sawyer vive le relazioni professionali e sentimentali sempre in maniera ansiosa e sospettosa. Per risolvere il suo disagio, la ragazza si rivolge ad una clinica psichiatrica, dove la terapista la raggira facendole firmare un ricovero spontaneo di 24 ore; nella struttura, Sawyer ritrova il suo stalker, che ha cambiato identità.
Tra gli ospiti della clinica c'è Nate Hoffman, un giornalista che si trova lì per smascherare il vero piano della clinica: una truffa sanitaria con la quale vengono trattenuti i pazienti affinché la struttura riceva il contributo della loro assicurazione sanitaria. Sawyer e Nate fanno amicizia, e questo infastidisce talmente tanto David al punto da ucciderlo.
Intanto la mamma di Sawyer arriva alla clinica, dove cerca disperatamente di convincere l'amministrazione a rilasciare sua figlia, invano. David riesce però a scoprire il luogo in cui la donna alloggia e, mentre lei stava studiando un modo per far uscire sua figlia da lì, l'uomo, con l'inganno, la uccide.
Quando manca poco tempo alla fine del ricovero della ragazza, David la segrega in isolamento, modificando i suoi documenti per far credere all'amministrazione della clinica che Sawyer fosse stata già dimessa. Quindi, nella cella d'isolamento, la ragazza e David hanno un confronto, durante il quale lo stalker rivela la sua natura psicopatica, costringendo la ragazza a scegliere tra il vivere forzatamente con lui una vita lontana dal mondo, dai suoi affetti e dal suo lavoro oppure il restare chiusa in quella cella per sempre. Sawyer riesce comunque a mandare David in crisi con le parole, puntando sulla sua incapacità di amare nel vero senso della parola e sul fatto che non sia mai stato impegnato con nessun'altra persona, facendolo scappare via piangente.
Il giorno seguente, David ritorna da Sawyer, e la ragazza gli fa credere di aver deciso di voler scappare con lui, a patto che prima lui abbia un rapporto sessuale con un'altra ragazza in sua presenza, siccome Sawyer finge di non voler essere la sua "prima volta"; perciò suggerisce a David di portare lì sotto un'altra paziente della clinica, Violet.
David così, aggiungendo una pastiglia sedante alle medicine di Violet, la conduce nella cella, dove Sawyer cerca di tranquillizzarla: punta quindi sull'omosessualitá di Violet, che si trova in uno stato di trance, cominciando a baciarla, quasi per "prepararla" all'atto sessuale con David. In realtà era solo una scusa per afferrare un pezzo di lamiera tagliente che Violet porta sempre nei pantaloni, con il quale ferisce al collo David, da cui prende le chiavi per uscire dalla cella.
Intanto, è stato ritrovato il corpo di George Shaw, il vero dipendente della clinica che David ha ucciso e di cui ha preso l'identità, in modo da ottenere il suo posto di lavoro, e quindi avvicinarsi a Sawyer. Ciò attirerà l'attenzione mediatica sulla clinica, dove la polizia troverà il corpo di Nate e quello di Violet, uccisa brutalmente da David.
Intanto Sawyer riesce a fuggire dall'ospedale, ma viene inseguita e tramortita da David, che la chiuderà nel baule della sua auto, dove si trova anche il corpo della madre della ragazza. Sawyer riesce a fuggire forzando il baule, scappando nei boschi, inseguita e poi raggiunta dal suo stalker, ormai all'apice della follia; dopo essersi finta svenuta, Sawyer attacca di sorpresa David e lo ferisce mortalmente tagliandogli la gola.
Sei mesi dopo, Sawyer ha ricevuto una promozione al lavoro e la sua vita sembra essere tornata alla normalità; fino a che in un ristorante, vede un uomo somigliante al suo stalker David, il che causerà in lei una crisi che la porterà quasi a ucciderlo, per poi scoprirlo essere solo una persona qualunque.

## Produzione
Il budget del film è stato di 1,5 milioni di dollari.
Le riprese del film sono state effettuate interamente con un iPhone 7 Plus e sono durate circa una settimana.

## Promozione
Il primo trailer del film viene diffuso il 29 gennaio 2018.

## Distribuzione
La pellicola è stata presentata fuori concorso alla 68ª edizione del Festival di Berlino, ed è stata distribuita nelle sale cinematografiche statunitensi a partire dal 23 marzo 2018, mentre in quelle italiane dal 5 luglio dello stesso anno.

## Accoglienza

### Incassi
Il film ha incassato 14,2 milioni di dollari in tutto il mondo.

### Critica
Sull'aggregatore Rotten Tomatoes il film riceve l'80% delle recensioni professionali positive su 234 critiche, mentre su Metacritic ottiene un punteggio di 63 su 100 basato su 45 critiche.

## Riconoscimenti
- 2018 - Fright Meter Awards
  - Candidatura per la migliore attrice a Claire Foy
- 2018 - Golden Trailer Awards
  - Miglior trailer di un film thriller
  - Candidatura per il miglior spot Tv thriller
- 2019 - Fangoria Chainsaw Awards
  - Candidatura per il miglior attore non protagonista a Joshua Leonard
- 2019 - London Critics Circle Film Awards
  - Candidatura per la migliore attrice britannica dell'anno a Claire Foy